# Mont-Bonvillers
Mont-Bonvillers ist eine französische Gemeinde mit 940 Einwohnern (Stand: 1. Januar 2022) im Département Meurthe-et-Moselle in der Region Grand Est (vor 2016: Lothringen). Die Gemeinde gehört zum Arrondissement Val-de-Briey und ist Mitglied im Gemeindeverband Communauté de communes Cœur du Pays-Haut. Die Bewohner werden Montois und Montoises genannt.

## Geographie
Mont-Bonvillers liegt etwa 11 Kilometer nordwestlich von Val de Briey und etwa 25 Kilometer westsüdwestlich von Thionville. Umgeben wird Mont-Bonvillers von den Nachbargemeinden Murville im Nordwesten und Norden, Malavillers im Nordosten, Anderny im Osten, Mairy-Mainville im Süden sowie Landres im Westen.

## Bevölkerungsentwicklung
| Jahr                       | 1962 | 1968 | 1975 | 1982 | 1990 | 1999 | 2006 | 2019 |
| -------------------------- | ---- | ---- | ---- | ---- | ---- | ---- | ---- | ---- |
| Einwohner                  | 1795 | 1064 | 1241 | 1081 | 1010 | 955  | 960  | 845  |
| Quellen: Cassini und INSEE |      |      |      |      |      |      |      |      |

## Sehenswürdigkeiten
- Pfarrkirche Saint-Julien in Mont aus dem 12. Jahrhundert, seit 1933 als Monument historique klassifiziert
- Kirche Saint-Étienne-et-Saint-Thibault in Bonvillers aus dem 12. Jahrhundert, seit 1992 mit Ausnahme der Sakristei als Monument historique eingeschrieben
- Namenlose Kapelle von 1814

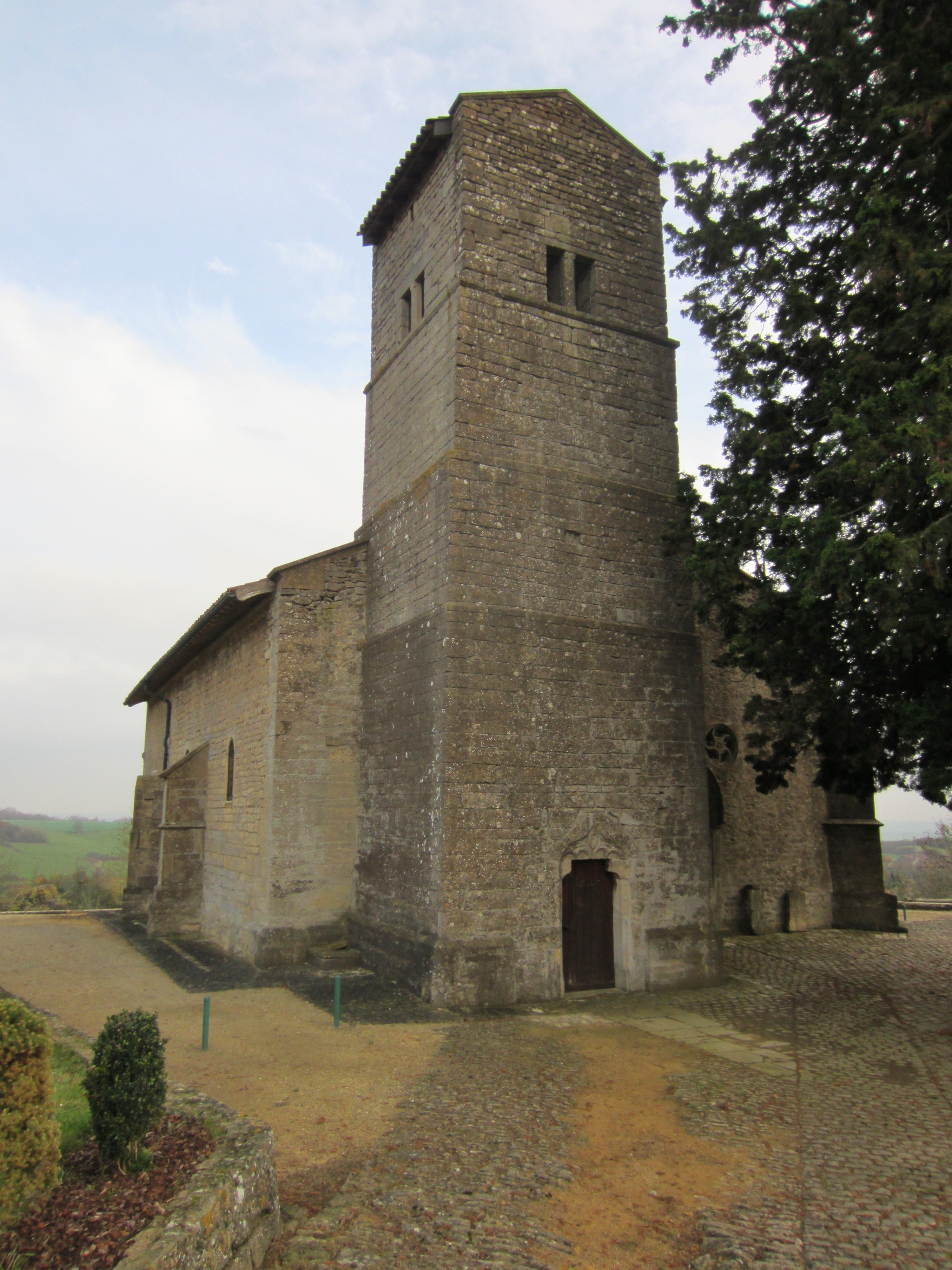
Pfarrkirche Saint-Julien
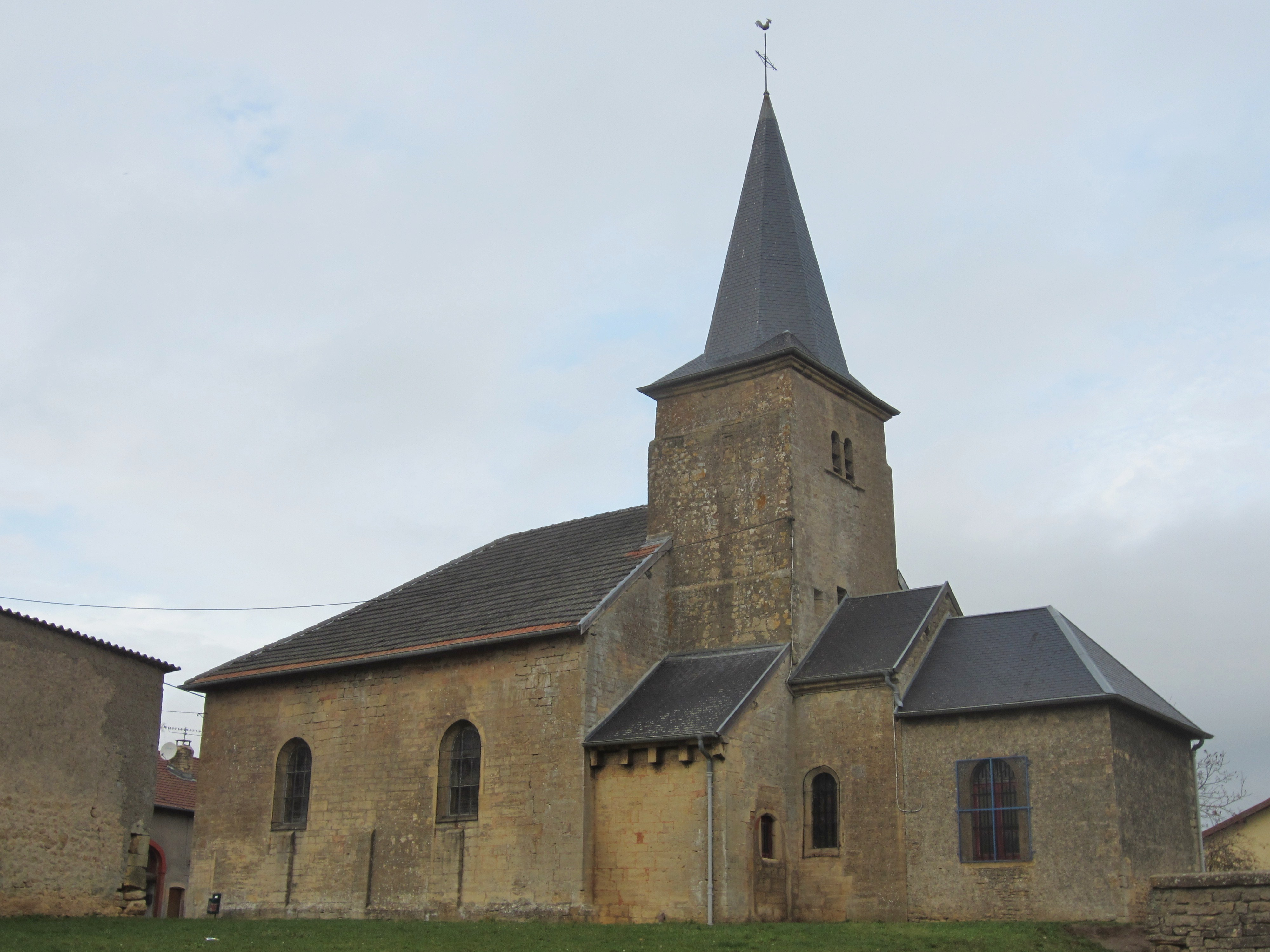
Kirche Saint-Étienne-et-Saint-Thibault
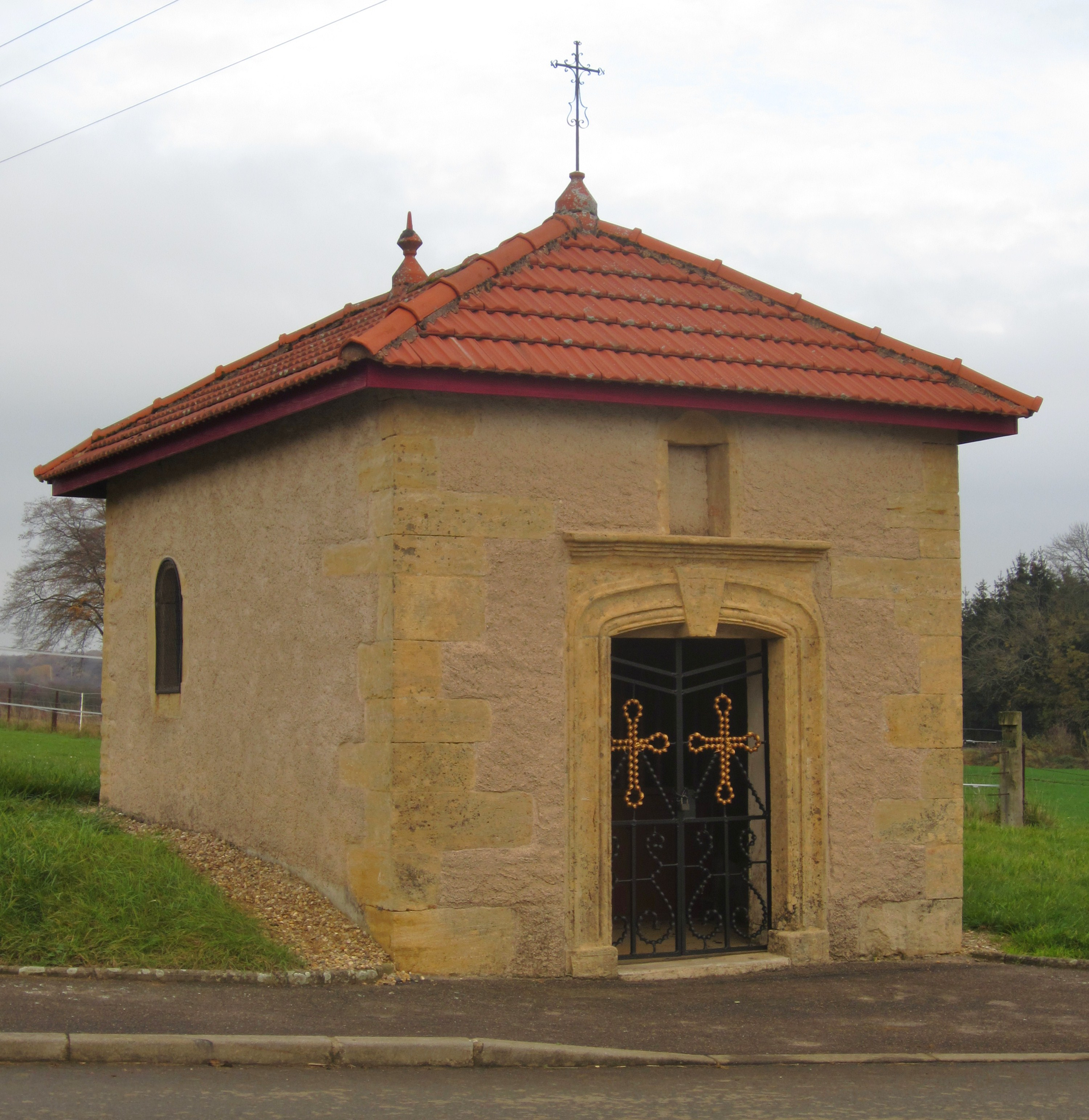
Kapelle in Mont-Bonvillers